# 荒井勝三郎
荒井 勝三郎（あらい かつさぶろう、Lucas Katsusaburo Arai,1904年10月17日 - 1990年7月25日）は、日本のカトリック教会聖職者でカトリック横浜司教区第6代教区長及び第4代司教。洗礼名は「ルカ」。

## 生涯
栃木県宇都宮市出身。東京の暁星中学校を経てフランスに留学し、パリのサンスルビス神学大学哲学神学部を卒業後、1930年に当地で司祭に叙階された。
帰国後は東京大司教区の千葉教会、本郷教会、麹町教会担当及び大司教館付を歴任。 1949年には松戸教会の建設用地を確保し、1950年に定礎式を司式している
1951年5月に引退した脇田浅五郎司教の後任として同年12月9日に司教に任命され、1952年2月24日に司教に叙階された。
1954年に神奈川県大和町（現大和市）に児童養護施設聖母愛児園の分園である「ファチマの聖母少年の町」が建設される際、住民の反対運動で4,000名の署名が県に提出されるほどであったが、粘り強く説得を続け、地元の小学校に通わせないことを条件に施設建設の承認を住民から得ることに成功。その後も1971年に分園としての役割を終えるまで、「ファチマの聖母少年の町」と関った。
1956年、社会福祉委員会担当として 教皇庁からの要請に基づき、翌年の日本カトリック看護協会の設立を推進した。1962年10月11日から1965年12月8日まで4期に渡って開催された 第2バチカン公会議には、日本司教団の一員として参加している。
1980年に定年で引退し、神奈川県藤沢市の聖心の布教姉妹会藤沢修道院に移った。
1990年7月25日、うっ血性心不全及び狭心症のため、鎌倉市腰越の聖テレジア病院で死去。享年83歳。